# Chlebíček

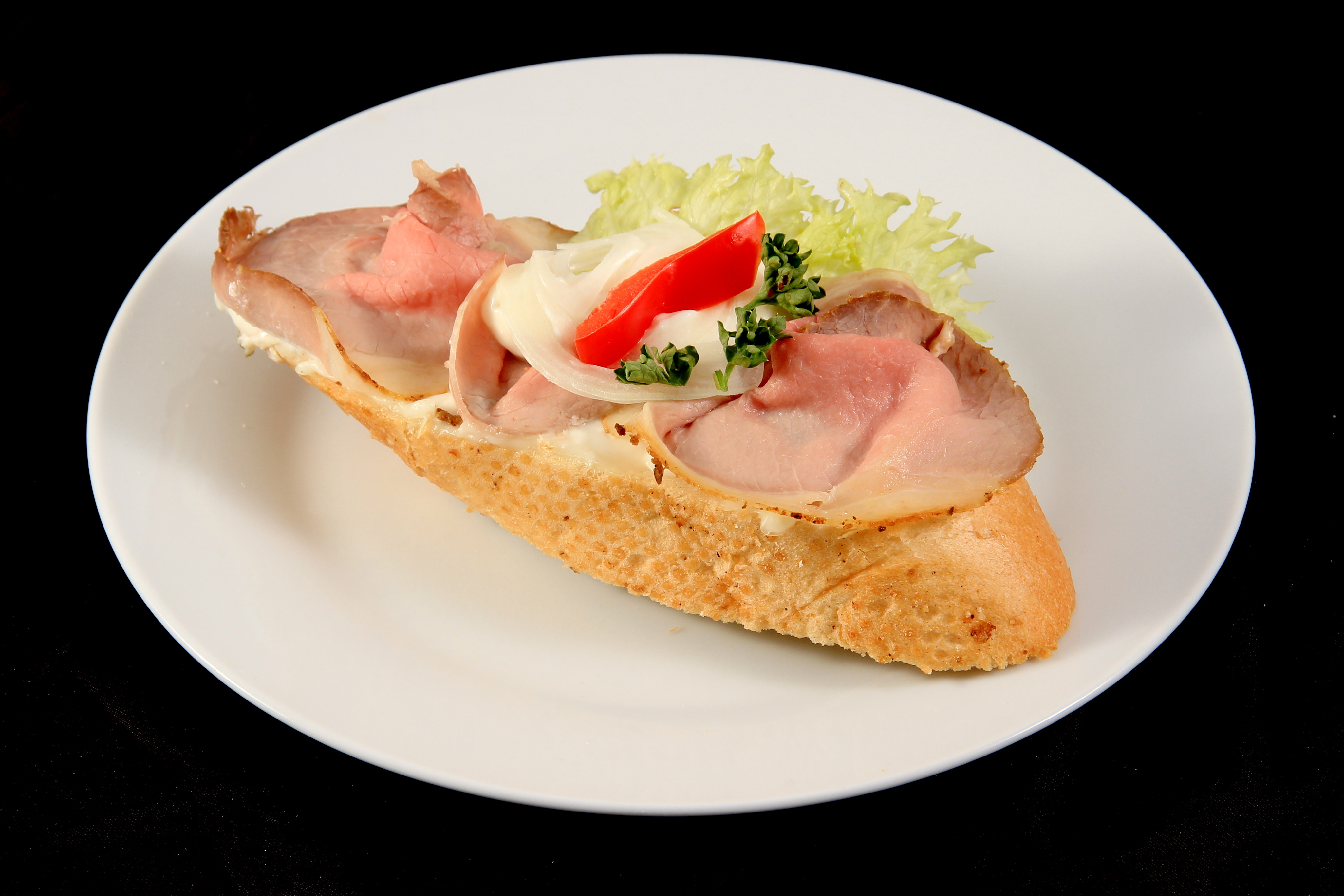
Chlebíček se šunkou

Obložený chlebíček (nebo zkráceně jen chlebíček) je druh studeného jídla, které se skládá z vekového pečiva, bagety ozdobeného dalšími potravinami; typickým pokryvem chlebíčků jsou různé pomazánky, saláty, zelenina, uzeniny, sýry, mořské plody a další.
Obložený chlebíček či veka, jsou známy ve více zemích a mají specifické názvy (např. open sandwich v angličtině, tartine ve francouzštině, smørrebrød v dánštině, smörgå ve švédštině, tartinka v polštině, бутерброд v ruštině); mívají typickou lokální oblohu.

## Historie

### Zahraničí
Zdroje uvádějí různé příklady užití chleba s masitou či jinou oblohou již od starověku. Za nejstarší předchůdce současných obložených chlebíčků je někdy považováno pozorování přírodovědce Johna Raye (1627–1705), který v nizozemských hospodách viděl na trámech zavěšené hovězí maso, které lidé krájeli na tenké plátky a jedli s chlebem a máslem („belegde broodje“).
Dánský smørrebrød měl své předchůce již ve středověku, jeho moderní forma však vznikla v 19. století a poprvé byla v kodaňské vinárně nabízena v roce 1888.

### České země
Pod názvem obložené chlebíčky nabízelo počátkem 20. století své produkty více výrobců. Obložený chlebíček zhruba v dnešní podobě uvedl na scénu okolo roku 1916 pražský lahůdkář Jan Paukert (lahůdkářství Jan Paukert fungovalo až do února 2015) na popud rodinného přítele malíře Jana rytíře Skramlíka, kterému nevyhovovaly v té době k malému pohoštění podávané jednohubky; s chlebíčkem o velikosti mezi jednohubkou a obloženým chlebem byl spokojen, stejně jako zákazníci lahůdkářství, kde se tyto výrobky vzápětí začaly prodávat. Původní velikost byla o něco menší než dnes („tak na dvě tři kousnutí“), během dvou následujících let se pak osvědčil rozměr větší; v této podobě získaly oblibu a dělají se dodnes.

## Charakteristika
Bývalé československé státní normy (ČSN) pro výrobky studené kuchyně popisovaly skoro sto druhů obložených chlebíčků.
V anglosaském světě a v jiných zemích pak může pojem chlebíček zahrnovat i bagetu, tedy veku plněnou dalšími potravinami, či hamburger, které je možno též ohřát. Většina chlebíčků v Česku se konzumuje studená, výrobci proto musí plnit hygienické předpisy, aby prostřednictvím těchto tepelně neupravených potravin nedocházelo k šíření nemocí.

### Podobné výrobky
K akcím slavnostního charakteru se připravují malé chlebíčky, takzvané kanapky neboli koktejlové chlebíčky anebo ještě menší chuťovky s párátkem uprostřed nazývané jednohubky.

## Galerie

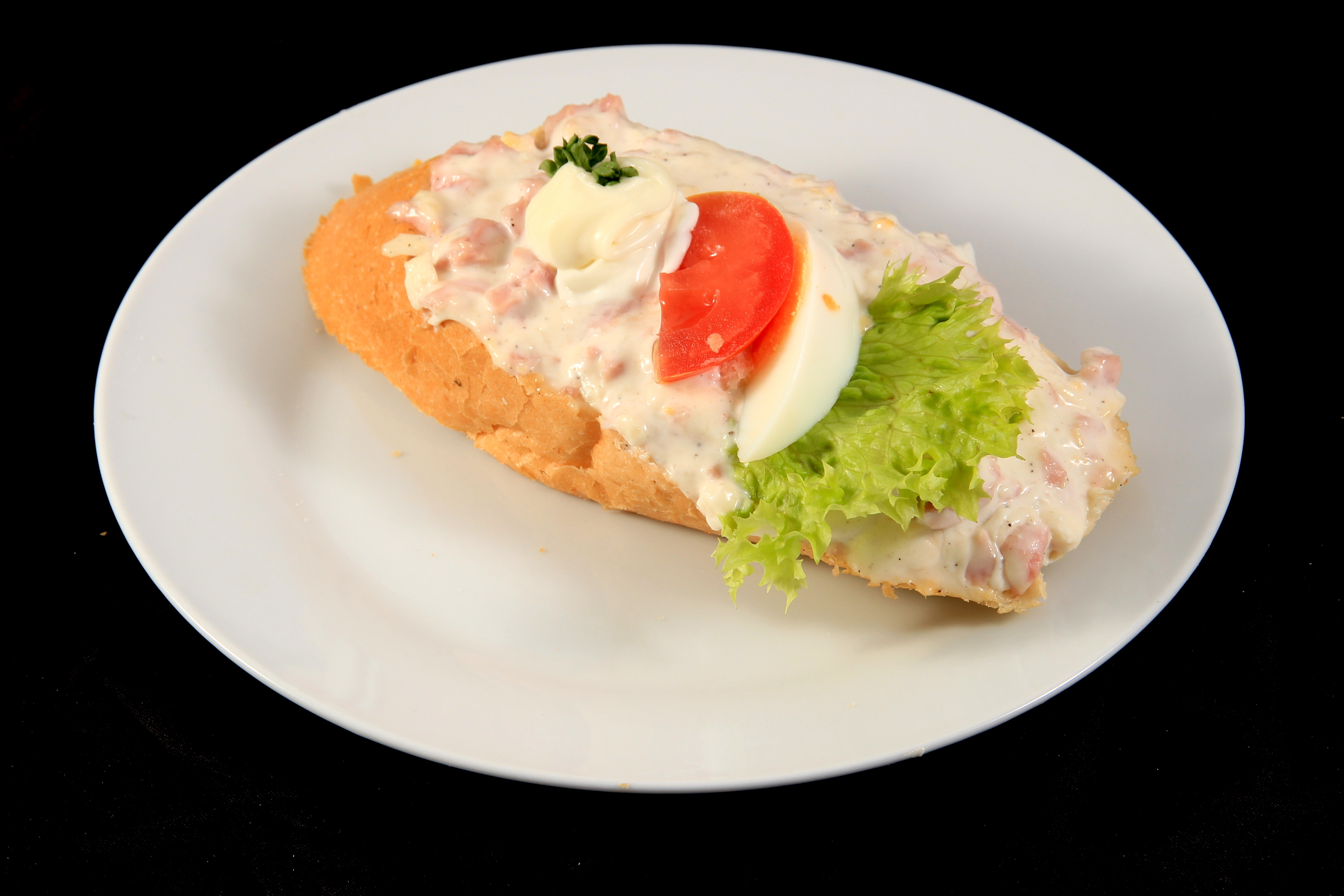
Český obložený chlebíček
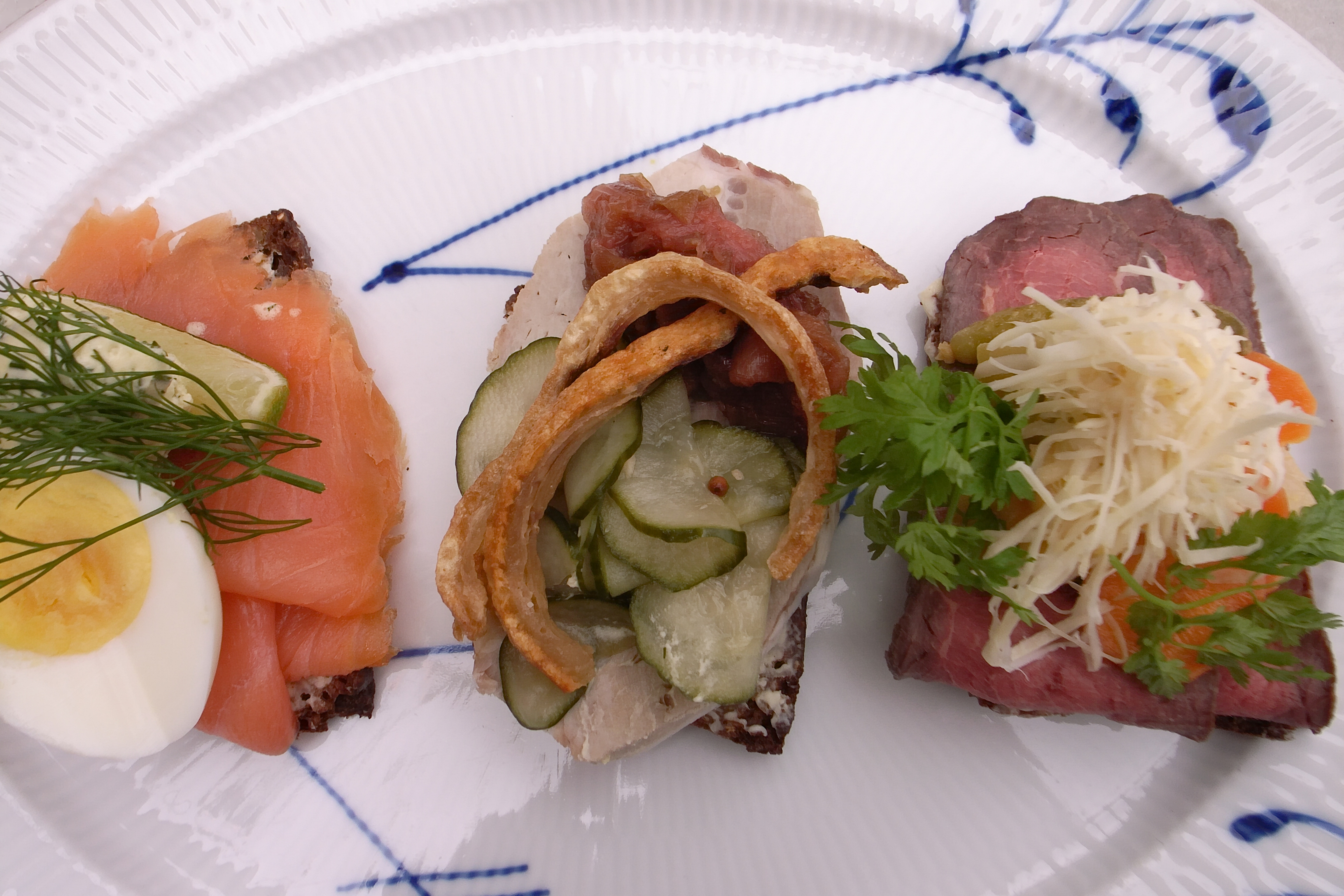
Smørrebrød s lososem, vepřovým a hovězím masem
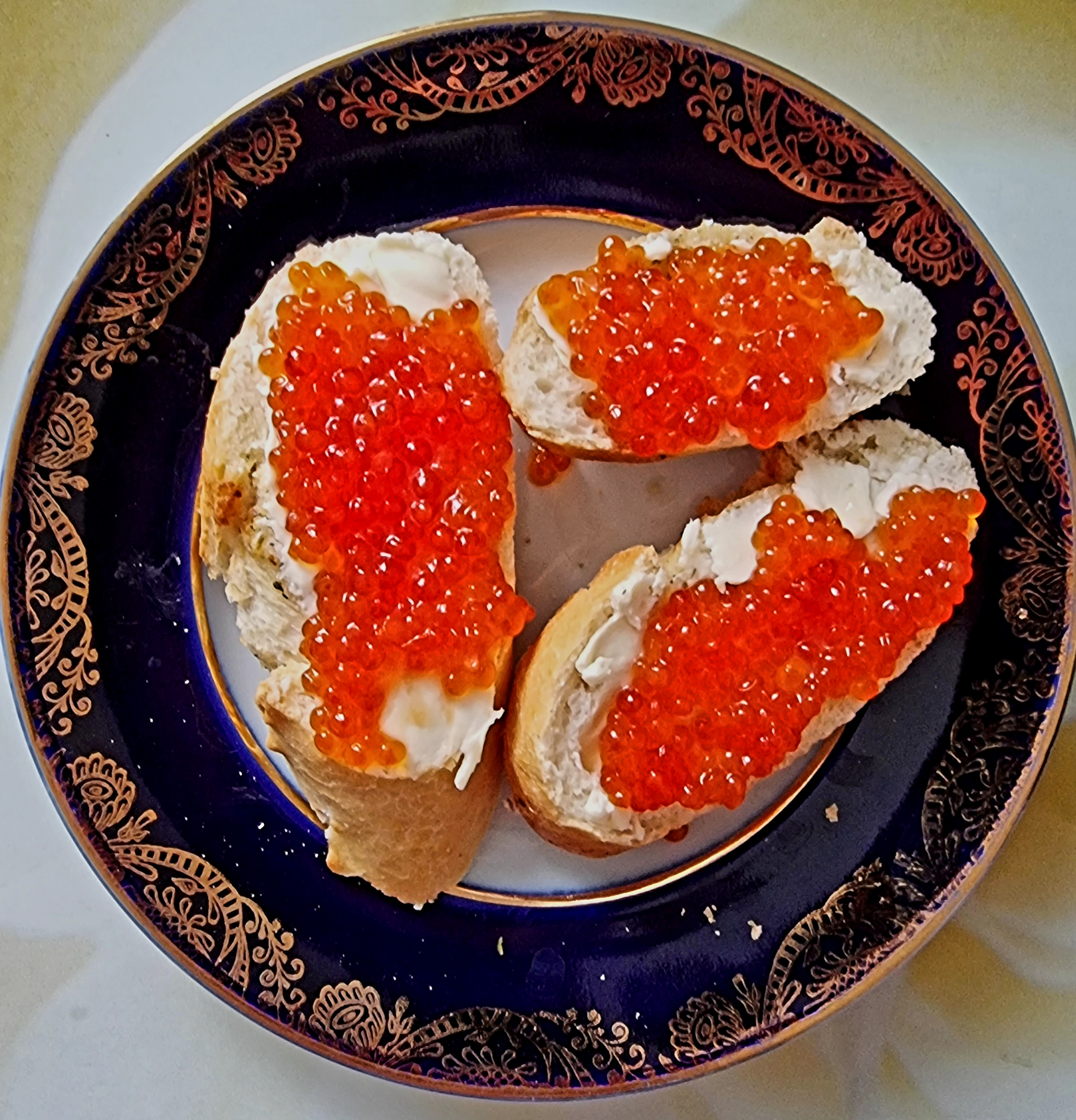
Ruský „butěrbrod“ s kaviárem
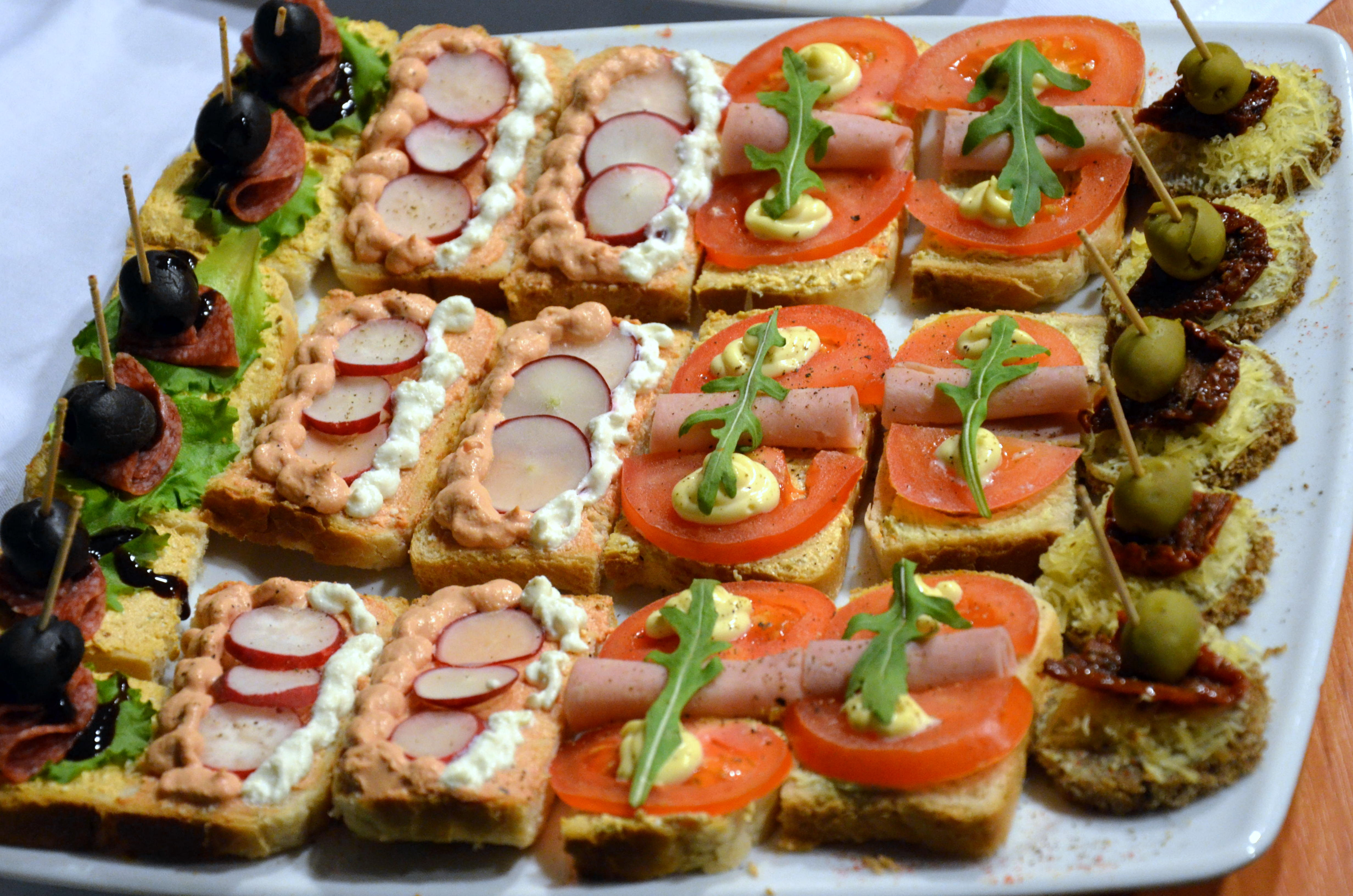
Polská tartinka
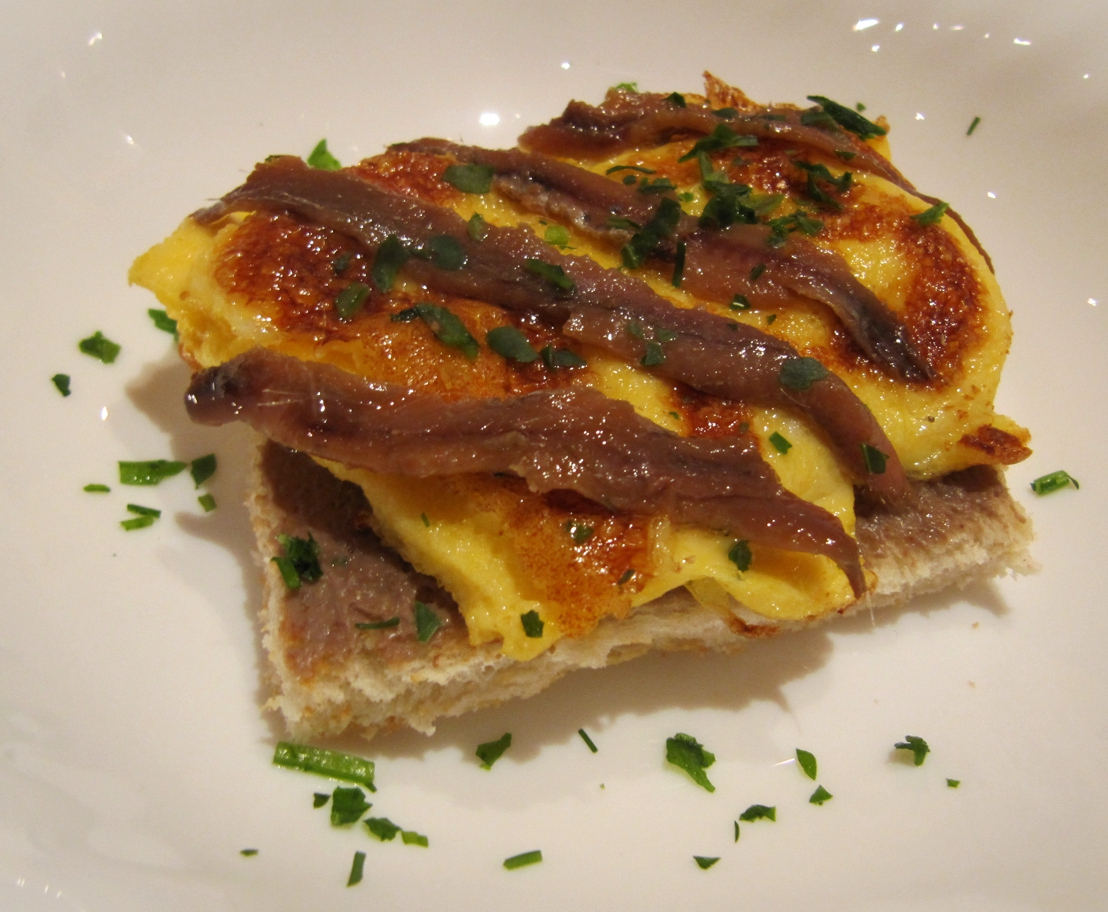
Skotský woodcock s vejcem a ančovičkami
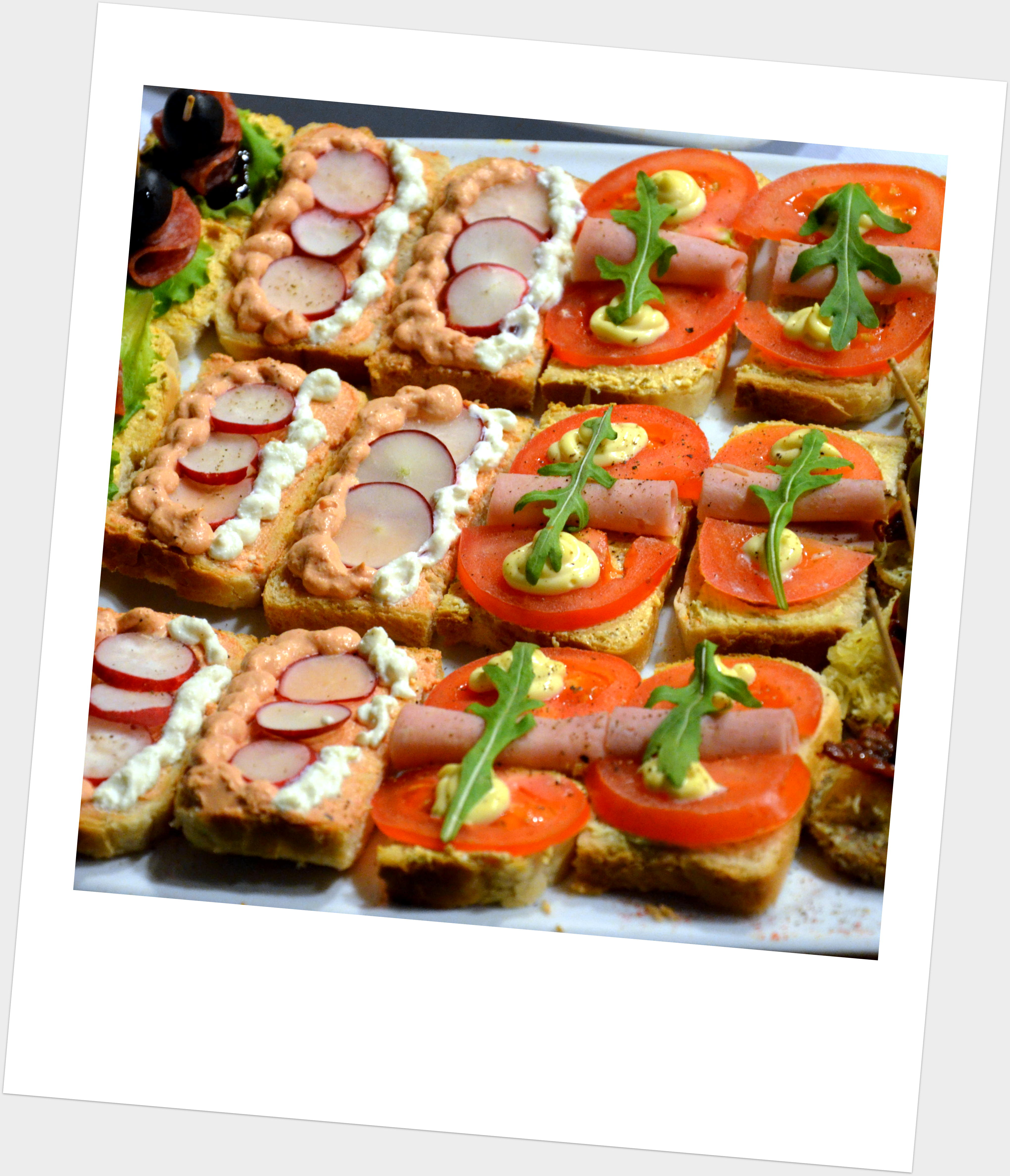
Kanapky (canapés)